# Sara Algotsson Ostholt
Sara Algotsson Ostholt, née le 8 décembre 1974 à Kristvalla en Suède, est une cavalière de concours complet suédoise.
Elle remporte aux Jeux olympiques d'été de 2012 la médaille d'argent au concours complet d'équitation individuel. Elle est la femme du cavalier Frank Ostholt et la sœur de la cavalière Linda Algotsson.